# Torneo di Wimbledon 2013 - Doppio maschile in carrozzina
Tom Egberink e Michael Jeremiasz erano i detentori del titolo, ma sono stati sconfitti in semifinale da Frederic Cattaneo e Ronald Vink che sono stati sconfitti in finale da Stephane Houdet e Shingo Kunieda per 6-4, 6-2.

## Teste di serie
1. Stephane Houdet /  Shingo Kunieda (campioni)
2. Frederic Cattaneo /  Ronald Vink (finale)

## Tabellone

### Legenda
| - Q = Qualificato - WC = Wild card - LL = Lucky loser | - ALT = Alternate - SE = Special Exempt - PR = Protected Ranking | - w/o = Walkover - r = Ritirato - d = Squalificato |

### Finali
|  | Semifinali | Semifinali                     | Semifinali                     | Semifinali | Semifinali |  |  | Finale                         | Finale                         | Finale                         | Finale | Finale |  |
|  |            |                                |                                |            |            |  |  |                                |                                |                                |        |        |  |
|  | 1          | Stephane Houdet Shingo Kunieda | Stephane Houdet Shingo Kunieda | 6          | 6          |  |  |                                |                                |                                |        |        |  |
|  |            | Gordon Reid Maikel Scheffers   | Gordon Reid Maikel Scheffers   | 3          | 3          |  |  | Stephane Houdet Shingo Kunieda | Stephane Houdet Shingo Kunieda | Stephane Houdet Shingo Kunieda | 6      | 6      |  |
|  |            | Tom Egberink Michael Jeremiasz | 4                              | 6          | 4          |  |  | Frederic Cattaneo Ronald Vink  | Frederic Cattaneo Ronald Vink  | Frederic Cattaneo Ronald Vink  | 4      | 2      |  |
|  | 2          | Frederic Cattaneo Ronald Vink  | 6                              | 4          | 6          |  |  |                                |                                |                                |        |        |  |
|  |            |                                |                                |            |            |  |  |                                |                                |                                |        |        |  |
|  |            |                                |                                |            |            |  |  | Finale 3º posto                |                                |                                |        |        |  |
|  |            |                                |                                |            |            |  |  |                                |                                |                                |        |        |  |
|  |            |                                |                                |            |            |  |  | Gordon Reid Maikel Scheffers   | Gordon Reid Maikel Scheffers   | Gordon Reid Maikel Scheffers   | 4      | 3      |  |
|  |            |                                |                                |            |            |  |  | Tom Egberink Michael Jeremiasz | Tom Egberink Michael Jeremiasz | Tom Egberink Michael Jeremiasz | 6      | 6      |  |